# Strzykacz gwiazdkowaty
Strzykacz gwiazdkowaty (Sphaerobolus stellatus Tode) – gatunek grzybów z rodziny gwiazdoszowatych (Sphaerobolaceae).

## Systematyka i nazewnictwo
Pozycja w klasyfikacji według Index Fungorum: Sphaerobolus, Geastraceae, Geastrales, Phallomycetidae, Agaricomycetes, Agaricomycotina, Basidiomycota, Fungi.
Po raz pierwszy takson ten opisał w 1790 r. Heinrich Julius Tode w Niemczech. Ma 17 synonimów. Niektóre z nich:
- Sphaerobolus dentatus (With.) W.G. Sm. 1922
- Sphaerobolus tubulosus Fr. 1823[2].

Polską nazwę nadał Franciszek Błoński w 1896 r.

## Morfologia
Owocnik
O średnicy od 1 do 3 mm, kulisty i elastyczny, o barwie od białawej do słomkowożółtej. Gleba zawarta jest w gładkiej i lepkiej perydioli. W trakcie wyrzutu zarodników błona zewnętrzna (egzoperydiola) gwałtownie otwiera się w gwiazdę złożoną z 4 do 9 ramion, która odsłania perydiolę. Ta jest wyrzucana (stąd polska nazwa „strzykacz”) na odległość przez gwałtowne rozerwanie i wywrócenie na zewnątrz warstw wewnętrznych, a dzięki swojej lepkiej warstwie przyczepia się do otaczających struktur.
Zarodniki
Bazydiospory elipsoidalno-podłużne, gładkie, o ściankach pogrubionych, jednojądrowe, szkliste, w odczynniku Melzera dekstrynoidalne, cyjanofilne, o średnich wymiarach 6,8–9,2 × 4,7–7,9 µm, Q średnio 1,53. Konidia wydłużone, cienkościenne, dwu lub więcej jądrowe.
Gatunki podobne
Gniazdnica kulista (Nidularia deformis) odróżnia się większeymi podstawkami, epifragmą i licznymi perydiolami na podstawkach.

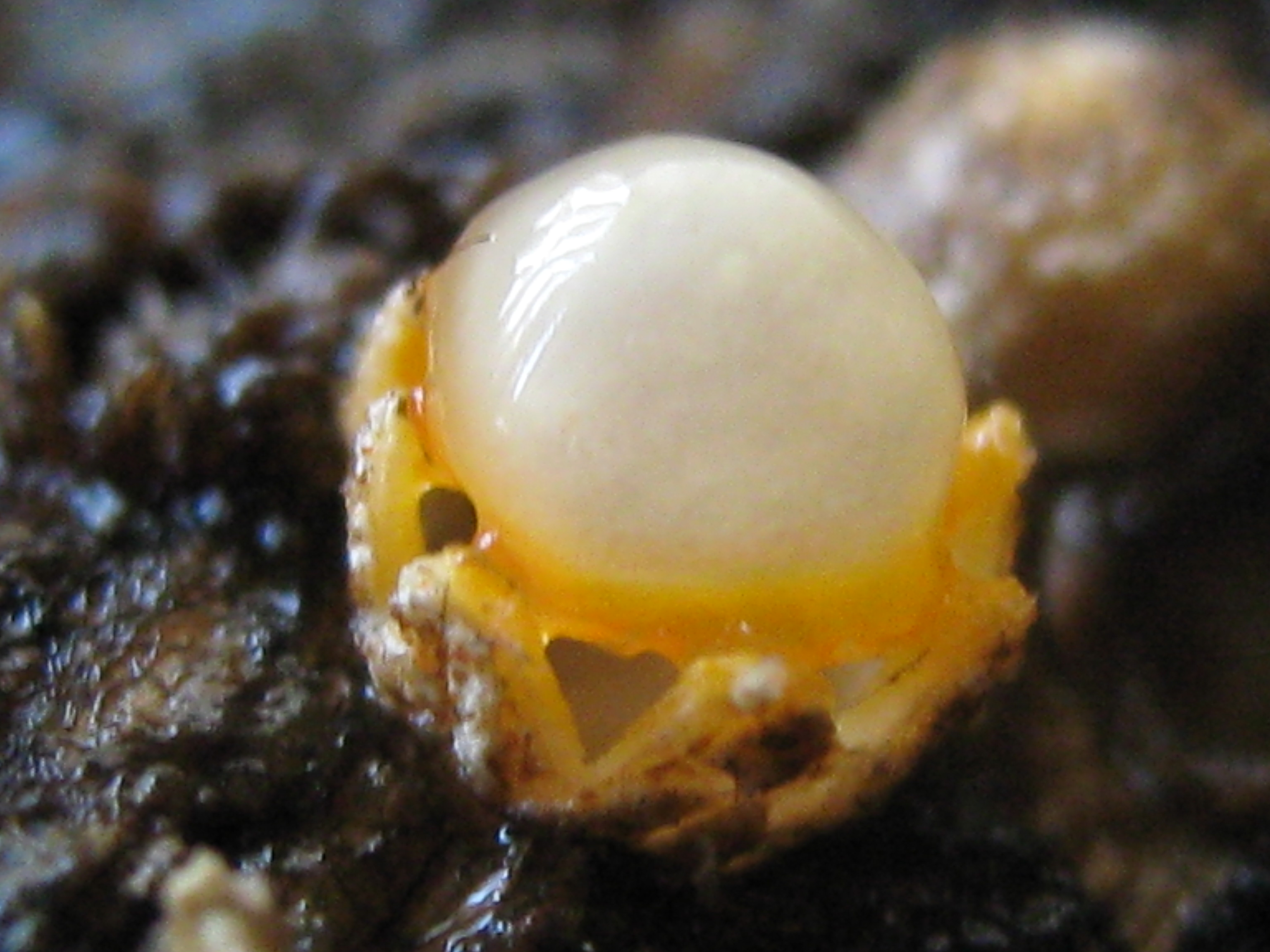
Owocnik przed wyrzutem perydioli
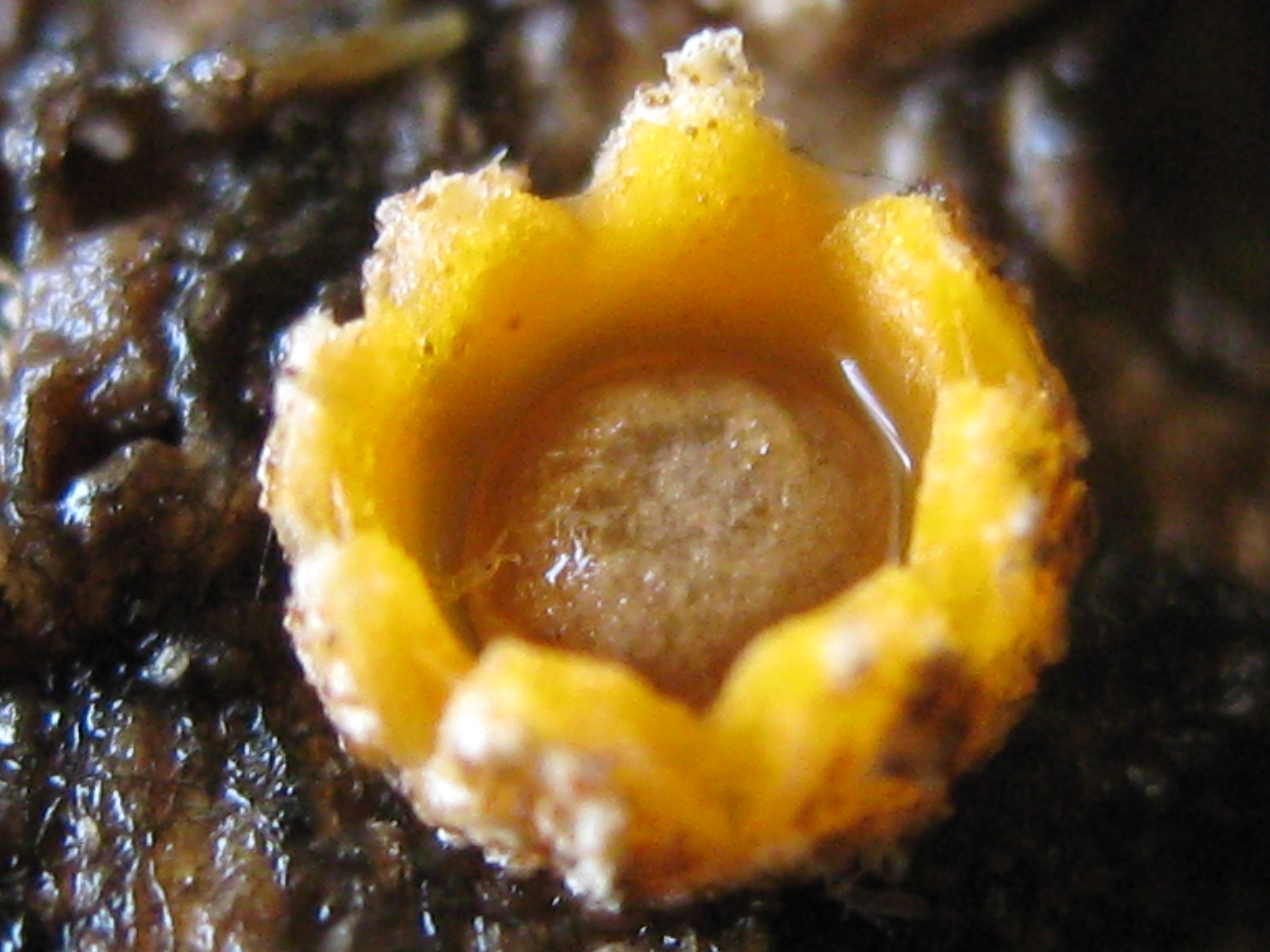
Owocnik po wyrzucie perydioli

## Występowanie i siedlisko
Występuje na wszystkich kontynentach poza Antarktydą i na wielu wyspach. W Polsce Władysław Wojewoda w 2003 r. przytoczył liczne jego stanowiska z uwagą, że z powodu niewielkich rozmiarów często jest przeoczany. W następnych latach podano nowe stanowiska.
Grzyb saprotroficzny rosnący na próchniejącym drewnie, ściółce i martwych roślinach. występuje w lasach, często w uprawianych lasach sosnowych i świerkowych, w parkach. Owocniki tworzy zwykle od sierpnia do listopada.